# Pitot-Statik-System
Das Pitot-Statik-System versorgt die barometrischen Fluginstrumente im Cockpit von Fluggeräten mit Druckinformationen über den statischen Druck und den Staudruck. So können Fluggeschwindigkeit, Flughöhe und Steigen oder Sinken auf den entsprechenden Instrumenten angezeigt werden. Dabei muss auch ein Außentemperaturfühler installiert sein. Die prinzipielle Wirkungsweise des Systems entspricht der des Prandtl’schen Staurohrs.

## Messprinzip
Wenn Flugzeuge steigen, sinken, beschleunigen oder die Geschwindigkeit verringern, verändert sich der auf sie wirkende Luftdruck. Dieser Luftdruck in der Umgebung eines Flugzeuges setzt sich zusammen aus dem statischen Druck (Luftdruck der ruhenden Umgebungsluft, bezogen auf die Temperatur und die vorhandene Flughöhe des Flugzeugs) und dem Staudruck, der bei Bewegung als Widerstand zu spüren ist.
Der statische Luftdruck und der Staudruck werden in den barometrischen Flugüberwachungsinstrumenten zur Bestimmung der Flughöhe, der Horizontalgeschwindigkeit sowie der Vertikalgeschwindigkeit verwendet.

## Aufbau

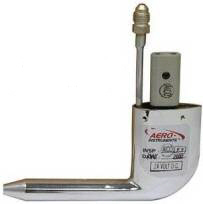
Ein Pitotrohr (mechanische Variante)

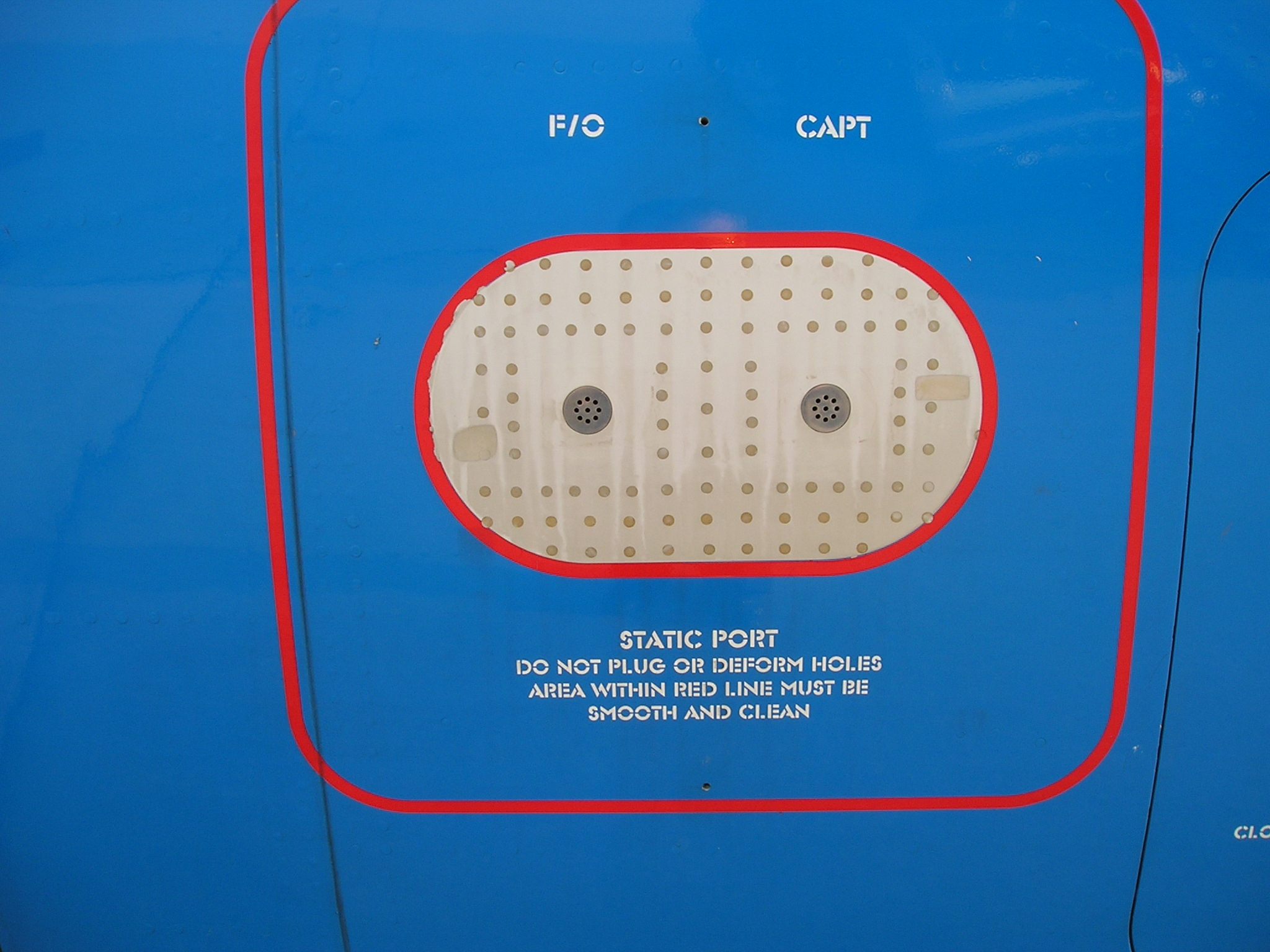
Eine Statische Sonde

Das Pitot-Statik-System setzt sich aus folgenden Teilen zusammen:
- Pitotrohr (benannt nach Henri Pitot, 1695–1771)
- Statik-Ports
- Leitung für den statischen Druck
- Gesamtdruckleitung
- barometrische Anzeigeinstrumente im Cockpit (Höhenmesser, Fahrtmesser und Variometer)

Das Pitotrohr ragt in den unbeeinflussten Luftstrom und ist beispielsweise unterhalb einer Fläche mit der Öffnung außerhalb der Flächenluftströmung oder bei Jets an der Nasenspitze angebracht. Statik-Ports können je nach Flugzeugtyp an verschiedenen Stellen angebracht sein. Es können auch mehrere Ports vorhanden sein, die alle nicht direkt vom Luftstrom angeblasen werden.
Alle drei barometrischen Flugüberwachungsinstrumente sind über die Leitung für den statischen Druck mit den Statik-Ports verbunden. Der Fahrtmesser ist zusätzlich noch über die Gesamtdruckleitung mit dem Pitotrohr verbunden.
Bei Verkehrsflugzeugen (Airliner) wird das Variometer mittlerweile oft vom IRS oder GPS gespeist. Diese Flugzeuge haben auch mehrere Pitotrohre, die an verschiedenen Stellen am Flugzeug angebracht sind. Der Druck dieser Pitotrohre wird gemittelt und der separat gemessene statische Druck davon abgezogen. Der so ermittelte Staudruck ist dem Quadrat der Strömungsgeschwindigkeit proportional und kann für die Bestimmung der IAS (indicated air speed, deutsch: angezeigte Geschwindigkeit) genutzt werden.

## Funktionsweise
Das Pitot-Statik-System in einem Flugzeug ist als eine zusammenhängende Einheit zu verstehen.
Der Luftdruck in Form von statischem Druck und Staudruck ist das zu messende Medium. Dieser wird gemessen und auf den drei barometrischen Instrumenten Höhenmesser, Fahrtmesser und Variometer in verschiedenen Einheiten (feet, kts, MpH, m/s) angezeigt. Bei Ausfall des Pitot-Statik-Systems ist unter Instrumentenflug-Bedingungen (IFR) ein kontrollierter Flug kaum möglich, weshalb die Geräte in Flugzeugen, die unter diesen Bedingungen fliegen, mehrfach vorhanden sind. Die konventionellen Pitot-Statik-Messsysteme können keine zuverlässige Messung liefern, wenn die Fluggeschwindigkeit unterhalb von 40 Knoten liegt. Daher wird für Helikopter ein anderes Messverfahren angewendet.

## Fehlermöglichkeiten
In Flugzeugen ohne Druckkabine befindet sich ein weiterer alternativer Statik-Port in
der Kabine. Unter Umständen verursacht dieser Port eine fehlerhafte Instrumentenanzeige, da der Kabinendruck wegen der Luftströmung über der Kabine niedriger ist als der Außendruck. Geschwindigkeit und Höhe erscheinen dann höher als real. Das Variometer zeigt ein vorübergehendes Steigen, wenn der Alternate-Statik-Port geöffnet wird, gefolgt von einer Stabilisationsphase sowie anschließender Normalanzeige.
Ein Verschluss im Pitot-Statik-System (Vereisung, Insekten, verschmutztes Spritzwasser, o. ä.) führt je nachdem welcher Sensor blockiert ist zu einer unterschiedlichen Fehlanzeige bei Höhenmesser, Variometer und Fahrtmesser. Dieses kann dann bei Falschinterpretation sogar zu einem Absturz führen, wie der Birgenair-Unfall in der Karibik 1996 oder der Air-France-Flug 447 über dem Atlantik 2009.
Im Folgenden ist eine Tabelle von möglichen Fehlern des Pitot-Statik-Systems und deren Auswirkung dargestellt, die jeder IFR-Pilot kennen muss.
| Instrument  | Statik Blockage                                                                       | Pitot Blockage                                                                        |
| ----------- | ------------------------------------------------------------------------------------- | ------------------------------------------------------------------------------------- |
| Variometer  | fixiert bei 0                                                                         | normale Anzeige                                                                       |
| Höhenmesser | fixiert bei beliebigem Wert                                                           | normale Anzeige                                                                       |
| Fahrtmesser | zeigt im Steigflug zu wenig Geschwindigkeit zeigt im Sinkflug zu viel Geschwindigkeit | zeigt im Steigflug zu viel Geschwindigkeit zeigt im Sinkflug zu wenig Geschwindigkeit |